# Grupo de Fornecedores Nucleares

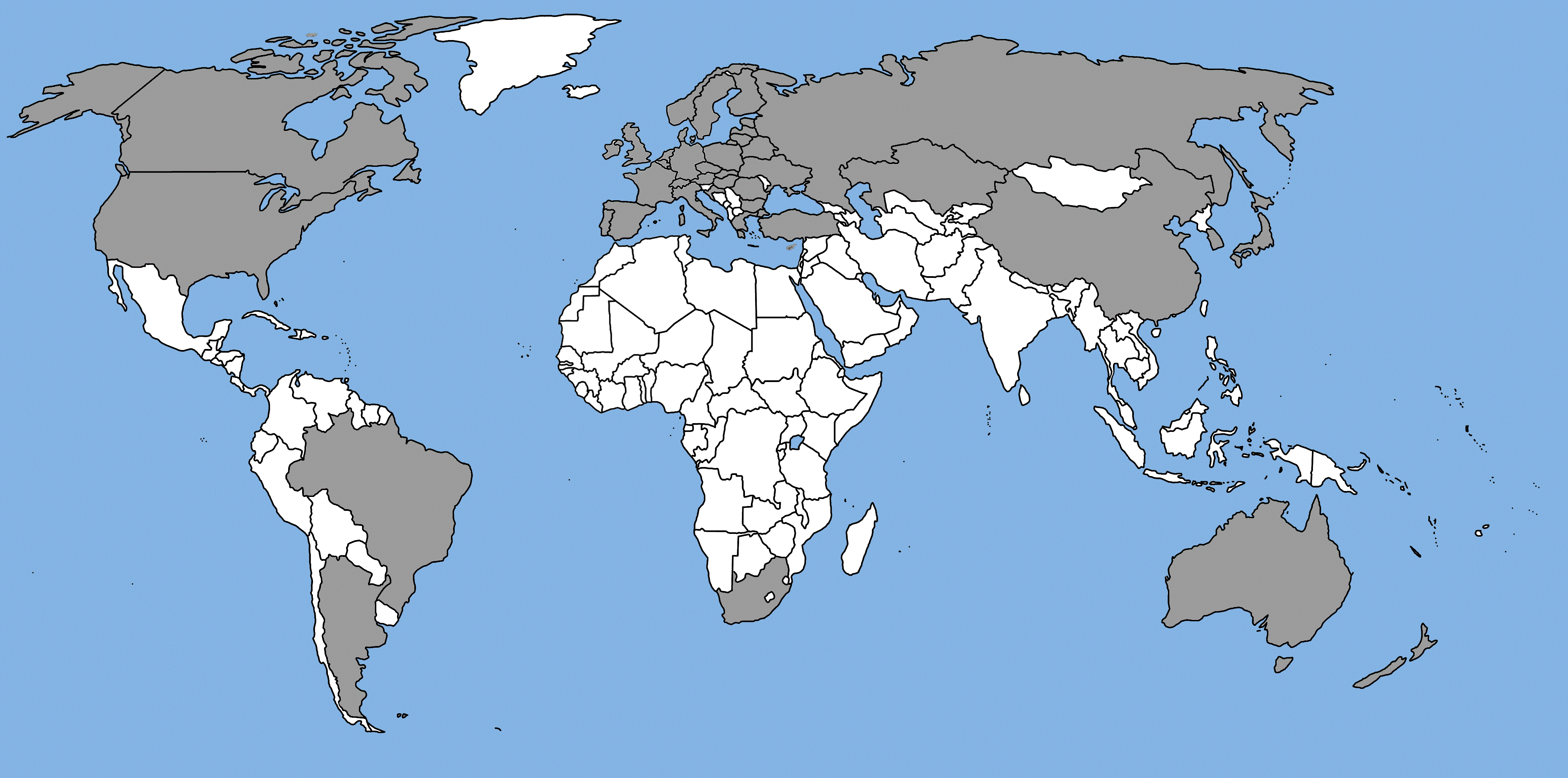
Países que são membros do Grupo de Fornecedores Nucleares (em cinza).

Grupo de Fornecedores Nucleares (GFN; em inglês:  Nuclear Suppliers Group - NSG) é um organismo multinacional preocupado com a redução da proliferação nuclear, controlando a exportação e a transferência de materiais e tecnologias que podem ser aplicadas no desenvolvimento de armas nucleares e melhorando a proteção dos armamentos existentes.

## História
O GFN foi fundado em 1974, em resposta ao teste nuclear realizado pela Índia no início daquele ano. O teste mostrou que determinadas tecnologias nucleares para fins pacíficos poderiam ser prontamente transformadas para o desenvolvimento de armas. As nações que já eram signatárias do Tratado de Não Proliferação de Armas Nucleares (TNP) viram a necessidade de limitar ainda mais a exportação de equipamento, materiais ou tecnologia nuclear. Outra vantagem é que os países que não eram membros do TNP e do Comitê não Zangger, como a França, poderia ser convencidas a participar. Uma série de reuniões em Londres entre 1975 e 1978 resultou em acordos sobre as diretrizes para a exportação nuclear, estes foram publicados como INFCIRC/254 (essencialmente "Lista Trigger") pela Agência Internacional de Energia Atômica (AIEA). Os itens listados só podem ser exportados para países não nucleares se certas salvaguardas atômicas da AIEA forem adotadas ou se circunstâncias excepcionais relacionadas com a segurança passarem a existir.
O nome "Clube de Londres" deveu-se à série de reuniões realizadas na capital britânica no início da criação do grupo, que também tem sido referido como "Grupo Londres" ou "Grupo dos Fornecedores de Londres".
O GFN não voltou a se reunir até 1991. A "Lista Trigger" permaneceu inalterado até 1991, embora a lista Zangger tenha sido atualizada regularmente. As revelações sobre o programa de armas do Iraque após a primeira Guerra do Golfo levou a um endurecimento da exportação dos chamados equipamentos de dupla utilização. Na primeira reunião desde 1978, realizada em Haia, Países Baixos, em março de 1991, os vinte e seis membros concordaram com as mudanças que foram publicadas em 1992 como "Lista de dupla utilização". Uma série de reuniões plenárias regulares também foi organizada como forma de atualizar constantemente as normas do grupo.

## Membros
Inicialmente, o GFN tinha sete membros: Canadá, Alemanha Ocidental, França, Japão, União Soviética, Reino Unido e Estados Unidos. Entre 1976 e 1977 a participação foi ampliada com a admissão de quinze novos países: Bélgica, Checoslováquia, Alemanha Oriental, Itália, Países Baixos, Polônia, Suécia e Suíça. A Alemanha foi reunificada em 1990, enquanto a Checoslováquia dividiu-se em República Checa e Eslováquia em 1993. Mais doze membros foram aceitos em 1990. Após o colapso da União Soviética, uma série de ex-repúblicas têm obtido o estatuto de "observadoras", como um preparação para uma futura adesão. A China tornou-se membro em 2004. A Comissão Europeia participa como membro-observador. O presidente do GFN para o período 2009/2010 foi a Hungria:
Em 2009, o GFN tinha 47 membros:
- África do Sul
- Argentina
- Austrália
- Áustria
- Bielorrússia
- Bélgica
- Brasil
- Bulgária
- Canadá
- Coreia do Sul
- China
- Croácia
- Chipre
- Dinamarca
- Eslováquia
- Eslovênia
- Espanha
- Estados Unidos
- Estônia
- Finlândia
- França
- Alemanha
- Grécia
- Hungria
- Islândia
- Irlanda
- Itália
- Japão
- Cazaquistão
- Letônia
- Lituânia
- Luxemburgo
- Malta
- México
- Países Baixos
- Nova Zelândia
- Noruega
- Polônia
- Portugal
- Reino Unido
- República Checa
- Romênia
- Rússia
- Suécia
- Suíça
- Turquia
- Ucrânia

### Admissões futuras
Durante uma visita de Estado à Índia, em novembro de 2010, o presidente dos Estados Unidos, Barack Obama, anunciou o apoio do seu país à adesão da Índia ao Grupo de Fornecedores Nucleares, ao Acordo de Wassenaar, ao Grupo Austrália e ao Regime de Controle da Tecnologia de Mísseis "de forma faseada", para incentivar a evolução dos critérios de adesão de regime para esse fim de forma "consistente com a manutenção dos princípios fundamentais desses regimes".
Durante uma visita à Índia em dezembro de 2010, o presidente francês Nicolas Sarkozy também expressou o apoio de seu país para a inclusão da Índia no Grupo de Fornecedores Nucleares.